# یکی در اتاق
یک نفر در اتاق (انگلیسی: One in the Chamber) یک فیلم اکشن آمریکایی محصول سال ۲۰۱۲ به کارگردانی ویلیام کافمن با فیلمنامه دریک کولستاد با بازی کوبا گودینگ جونیور و دولف لاندگرن است. این فیلم در تاریخ ۲۱ اوت ۲۰۱۲ به صورت ویدئویی در ایالات متحده آمریکا منتشر شد.

## بازیگران
- کوبا گودینگ جونیور … ری کارور
- دولف لاندگرن … آلکسی «گرگ» آندریوف
- کلادیو باسولس … جانیس نولز
- اندرو بیکلل … میشائیل سووروف
- کاتالین بابیلوک
- لوئیس ماندیلور … دنیان ایوانف
- لئو گرگوری … بابی سووروف
- جورج ریمز … گرگوری
- آلین پانک
- بیلی موری … لئو کراسبی
- فلورین روتا
- الکساندرا موراروس … نادیا
- آرون مک فرسون … پیتر
- آندره سیمپک … وایتر
- بوگدان اوریتسکو … نیکولای
- جیمی تاونسند … ایوان
- دیوید منینا … ماتوس
- بوگدان فورکاس
- جاستین بورشک
- پاتریشیا پوینارو جولیانا[۱][۲][۳]

## داستان
قاتلی حرفه‌ای که در هر دو طرف جنگِ بین گروه‌های روسی فعالیت می‌کند، خودش هدف دشمنی ناشناخته قرار می‌گیرد و…

## فیلمبرداری
این فیلم از ۷ ژوئیه تا ۱ اوت ۲۰۱۱، در ۲۵ روز در رومانی فیلمبرداری شد.